# Тодор Стефанов
Тодор Стефанов е български революционер, деец на Вътрешната македоно-одринска революционна организация.

## Биография
Тодор Стефанов е роден в източномакедонския български град Радовиш, тогава в Османската империя, днес в Северна Македония. Влиза във ВМОРО и през 1897 година е член на околийския революционен комитет в Радовиш.
Умира след 1918 година.